# Rheinstraße (Berlin)
Die Rheinstraße liegt im Berliner Ortsteil Friedenau des Bezirks Tempelhof-Schöneberg. Sie hat eine Länge von rund einem Kilometer und stellt als Ausfallstraße die Verbindung zwischen der Innenstadt und den südwestlichen Bezirken Berlins her. Der Teil der ehemaligen Provinzialchaussee Berlin–Potsdam wurde 1875 wegen der Verbindung zwischen Berlin und dem Rhein umbenannt. Die Straße war Teil der seinerzeitigen Reichsstraße 1 und später der Bundesstraße 1.

## Verlauf
Von Norden nach Süden ergibt sich folgender Verlauf:
Die Rheinstraße beginnt am Breslauer Platz, führt über die Kaisereiche und endet am Walther-Schreiber-Platz. Sie besitzt über ihre gesamte Länge einen Mittelstreifen, der bis in die 1960er Jahre der dort fahrenden Straßenbahn als Trasse diente und heute zwischen Walther-Schreiber-Platz und Kaisereiche für Pkw-Parkbuchten genutzt wird. Zwischen Kaisereiche und Breslauer Platz ist diese ehemalige Trasse begrünt. In ihrem gesamten Verlauf wird die Rheinstraße von den Metrobuslinien M48 und M85 durchfahren. Parallel zur Rheinstraße verlaufen rund 350 Meter östlich die Wannseebahn und die Stammbahn.

### Vom Breslauer Platz zur Kaisereiche
In Fortsetzung der Hauptstraße beginnt die Rheinstraße am Breslauer Platz. Hier münden die folgenden Straßen zusammen:
- Rheinstraße,
- Hauptstraße,
- Dickhardtstraße,
- Hedwigstraße,
- Schmargendorfer Straße,
- Lauterstraße und
- Niedstraße.

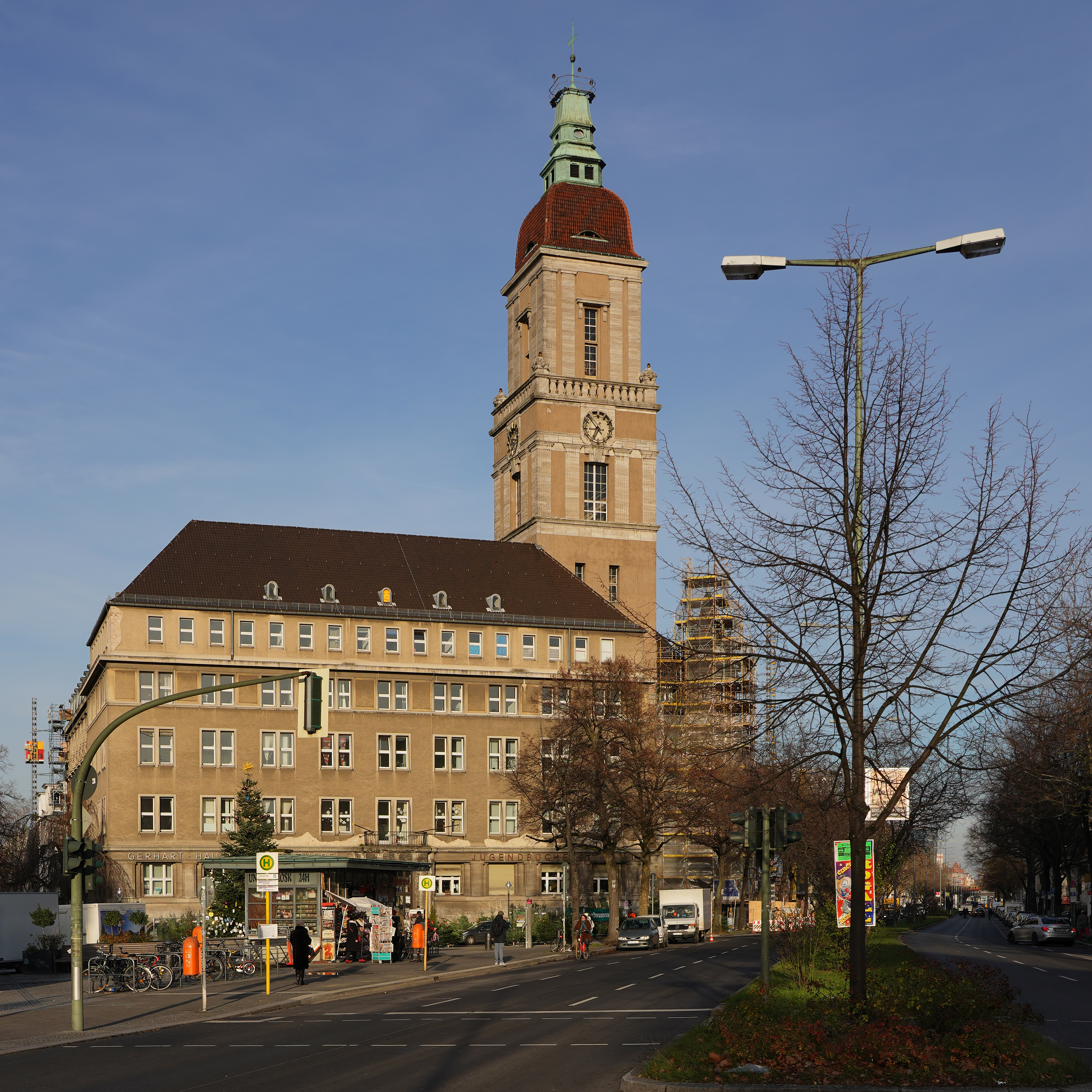
Am Rathaus Friedenau beginnt die Rheinstraße

Die Niedstraße ist auch als „Friedenauer Literaturmeile“ bekannt, weil in dieser Straße zahlreiche Schriftsteller und Literaten – darunter Erich Kästner und der Literaturnobelpreisträger Günter Grass – lebten und wirkten.
Dominierend am Breslauer Platz ist das zwischen 1913 und 1917 vom Architekten Hans Altmann im Jugendstil erbaute Rathaus Friedenau. Auf dem Breslauer Platz findet seit 1881 noch immer regelmäßig mittwochs, donnerstags und samstags ein Wochenmarkt statt.
Auf der gesamte Länge stellt die Infrastruktur der hier ansässigen Gewerbetreibenden eine gute Möglichkeit des Einkaufens dar. Hervorzuheben ist auf diesem Teilstück das traditionsreiche Geschäft des Juweliers Lorenz, das in der Rheinstraße 59 seit 1874 mittlerweile in der fünften Generation betrieben wird sowie die Nicolaische Buchhandlung in der Rheinstraße 65, die als renommierte und traditionsreiche Institution seit 1929 hier existiert. Auf diesem Teilstück befanden sich bis in die 1960er Jahre zwei Kinos: Die Rheinschloß-Lichtspiele in der Rheinstraße 60 (heute ein Biomarkt) und die Kronen-Lichtspiele in der Rheinstraße 65.

### Von der Kaisereiche zum Walther-Schreiber-Platz
An der Kaisereiche münden die folgenden Straßen zusammen:
- Rheinstraße,
- Schmiljanstraße,
- Moselstraße,
- Illstraße und
- Saarstraße.

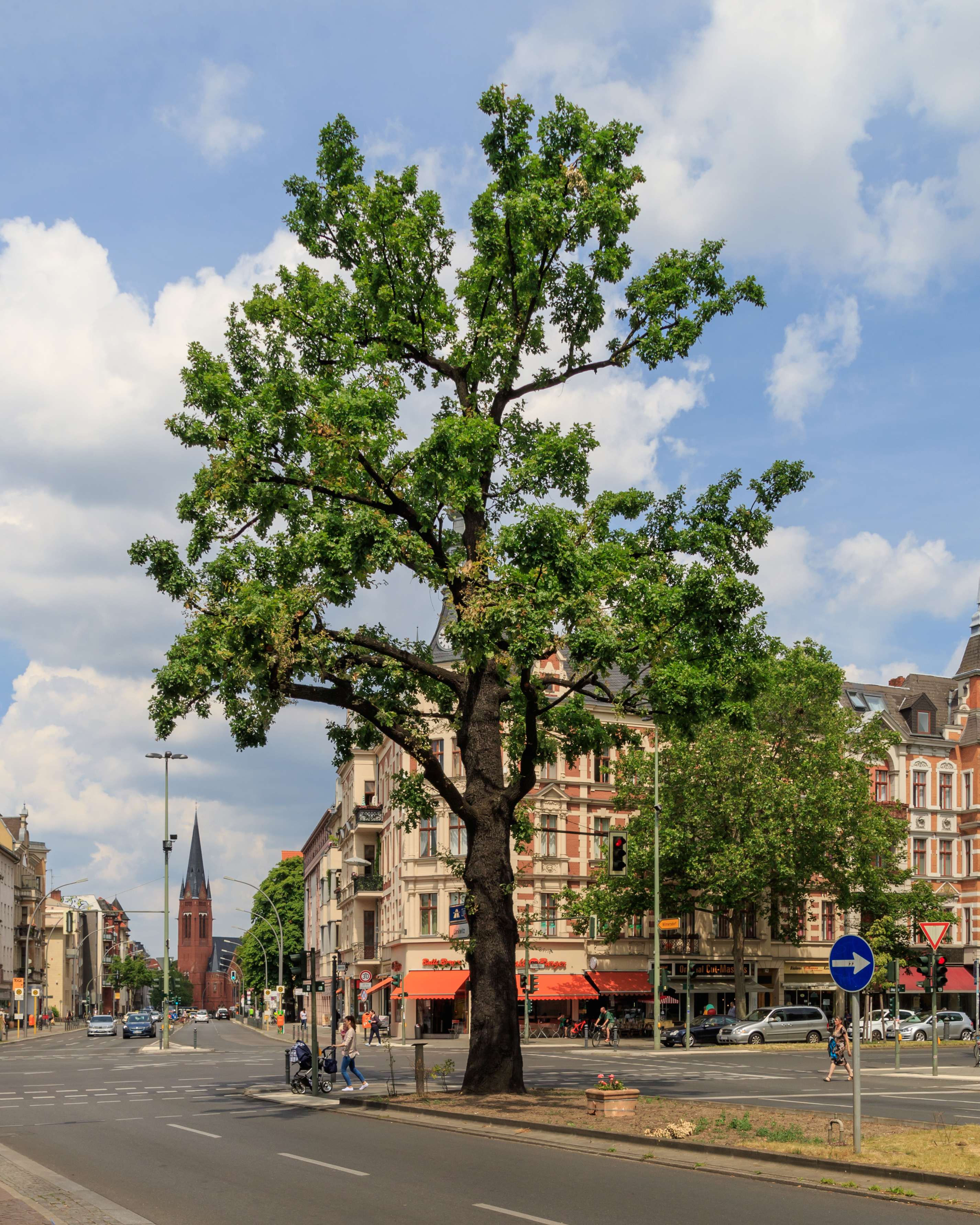
Die Kaisereiche in Berlin-Friedenau

Die Kaisereiche verdankt ihren Namen einer Eiche, die am 22. März 1879 zu Ehren von Kaiser Wilhelm I. anlässlich der Goldenen Hochzeit mit seiner Frau Augusta sowie seines 82. Geburtstags gepflanzt wurde. Die Eiche musste am 10. November 1883 ersetzt werden, weil der ursprünglich gepflanzte Baum aus Protest gegen die seinerzeitigen Sozialistengesetze des Reichskanzlers Bismarck stark beschädigt wurde. Ehemals wurde der Platz als Rondell bezeichnet. In den offiziellen Straßenverzeichnissen des zuständigen Bezirksamts Tempelhof-Schöneberg gibt es keine Kaisereiche. Allerdings wird die BVG-Bushaltestelle in unmittelbarer Nähe der Verkehrsinsel so genannt. Ebenso heißt der in der Rheinstraße befindliche Taxistand „Kaisereiche“.
Von der Kaisereiche führt die Rheinstraße weiter zum Walther-Schreiber-Platz. Kurz hinter der Kaisereiche befand sich bis in die 1960er Jahre in der Rheinstraße 21 das Kino Hohenzollern-Lichtspiele. Dem Straßenverlauf folgend haben sich auch hier zahlreiche Einzelhandelsgeschäfte angesiedelt, die eine gesunde Mischung und damit eine relativ gute Infrastruktur für Friedenau und das benachbarte Steglitz darstellen.
Einige der hier ansässigen Gewerbetreibenden, die sich in der „Rheinstraßen-Initiative“ zusammengeschlossen haben, veranstalten gemeinsame Werbeaktionen und mehrmals im Jahr das Rheinstraßen-Fest, das sich als Straßenfest über das jeweilige Wochenende hinzieht und bei dem die Rheinstraße zwischen Kaisereiche und Walther-Schreiber-Platz für den Durchgangsverkehr gesperrt wird. Dieses Fest wird von einigen Bewohnern und Gewerbetreibenden kritisch betrachtet, weil es nicht dem tatsächlichen Niveau der Rheinstraße entspreche.

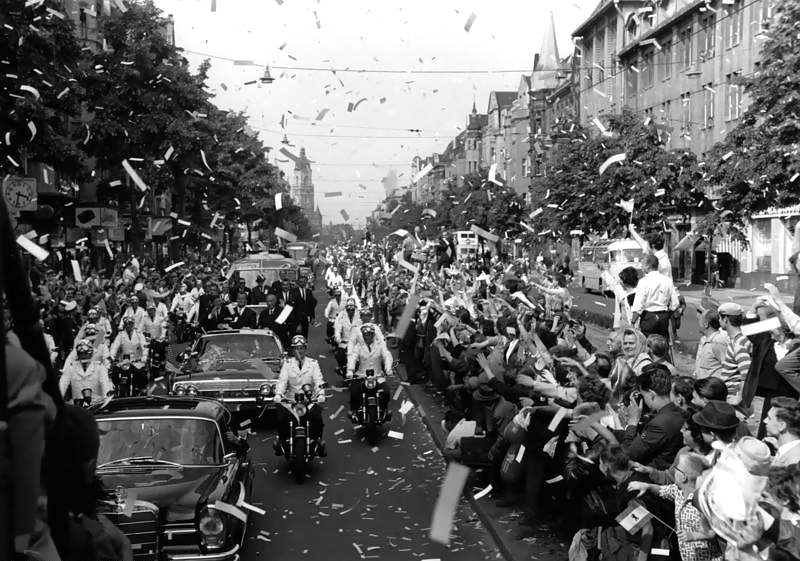
Staatsbesuch des US-amerikanischen Präsidenten Kennedy 1963, Aufnahme in der Rheinstraße auf Höhe der Goerz’schen Höfe

Auf der östlichen Seite hinter der Dickhardtstraße befinden sich in der Rheinstraße 45/46 die Goerz’schen Höfe, das Firmengelände der dort ab 1897 ansässigen Optischen Anstalt C. P. Goerz. Das Unternehmen fertigte Fotoapparate, Objektive und Fernrohre und war für seine beispielhaften freiwilligen sozialen Leistungen gegenüber seinen Arbeitern und Angestellten bekannt. Die Backsteingebäude des weitläufigen Gewerbehofs mit dem weit aufragenden Fabrikschornstein entstanden im Stil der nachempfundenen Renaissance und Gotik in mehreren Bauabschnitten zwischen 1897 und 1916 durch die Architekten Paul Egeling, Waldemar Wendt, Emil Schmidt, Albert Paeseler und P. Mitnacht.
Im Jahr 1926 wurde die Optische Anstalt C. P. Goerz Teil der Zeiss Ikon AG, die in der Rheinstraße optische Präzisionsgeräte herstellte. Der Gewerbehof kann von der auf der Rückseite verlaufenden Holsteinischen Straße besichtigt werden, da von der Rheinstraße aus kein Gesamteindruck der Anlage entsteht. Von 1908 bis 1918 waren in der Holsteinischen Straße 42 die Goerz Photochemischen Werke ansässig. Im zweiten großen Hof, Eingang Rheinstraße, befindet sich ein großes Umlenkrad von einem Lastenaufzug als Industriedenkmal. Eine große, mit Stahlblech verkleidete und überdachte Bühne auf einem Gebäude im hinteren Teil des Gewerbehofs hatte den Goerz-Werken gedient. Heute sind auf dem Grundstück verschiedene Gewerbebetriebe und Büros angesiedelt.
An der Ortsteilgrenze zu Steglitz endet die Rheinstraße am Walther-Schreiber-Platz und setzt sich als Schloßstraße fort. Der Walther-Schreiber-Platz nimmt als Verkehrsknotenpunkt eine wichtige Aufgabe wahr. Hier münden die folgenden Straßen zusammen:
- Rheinstraße,
- Schloßstraße,
- Bundesallee,
- Schöneberger Straße
- Bornstraße und
- Gutsmuthsstraße.

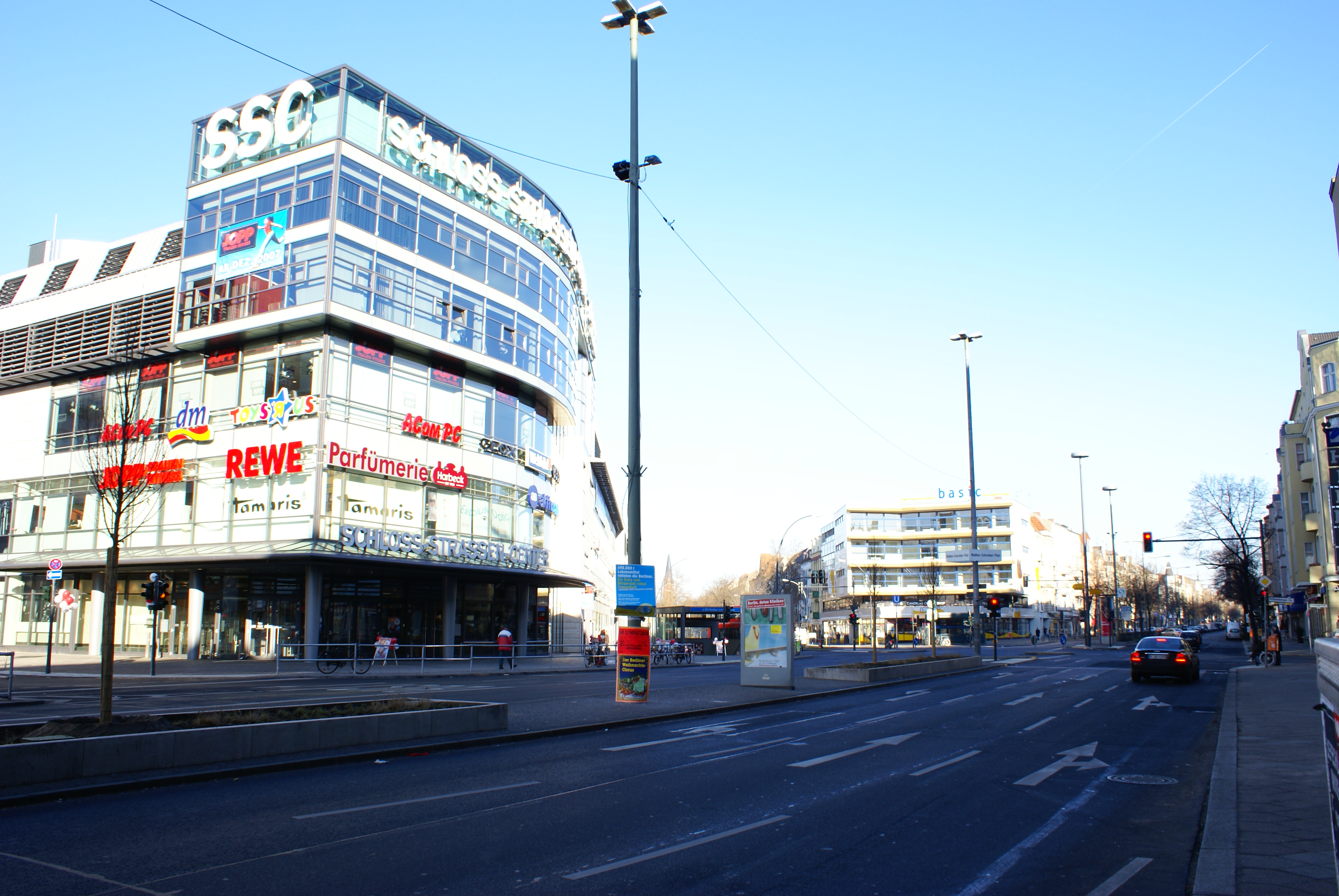
Walther-Schreiber-Platz, 2008

Der ursprüngliche Platz wurde anlässlich des Baus der heutigen U-Bahn-Linie U9 im Jahr 1971 umgebaut. Hierbei wurden die Busspuren und die Taxi-Wartespur auf die Platzmitte verlegt. Im Zusammenhang mit dem Neubau des Ende März 2007 neu eröffneten Schloss-Straßen-Centers (SSC) wurde der Platz so umgebaut, dass die Busse nunmehr wieder am Straßenrand halten. An der spitzen Ecke zwischen Bundesallee und Rheinstraße (dem sogenannten „Rheineck“) befindet sich das denkmalgeschützte Gebäude, in dem sich das Bekleidungsgeschäft der Firma Ebbinghaus befand, das traditionell seinen Stammsitz in Friedenau hatte (bis 1962 hatte es sein Domizil in der Nied-, Ecke Lauterstraße am Breslauer Platz, also am anderen Ende der Rheinstraße). In diesem Gebäude ist heute u. a. ein Ärztehaus ansässig.